# Semana Santa en Corella

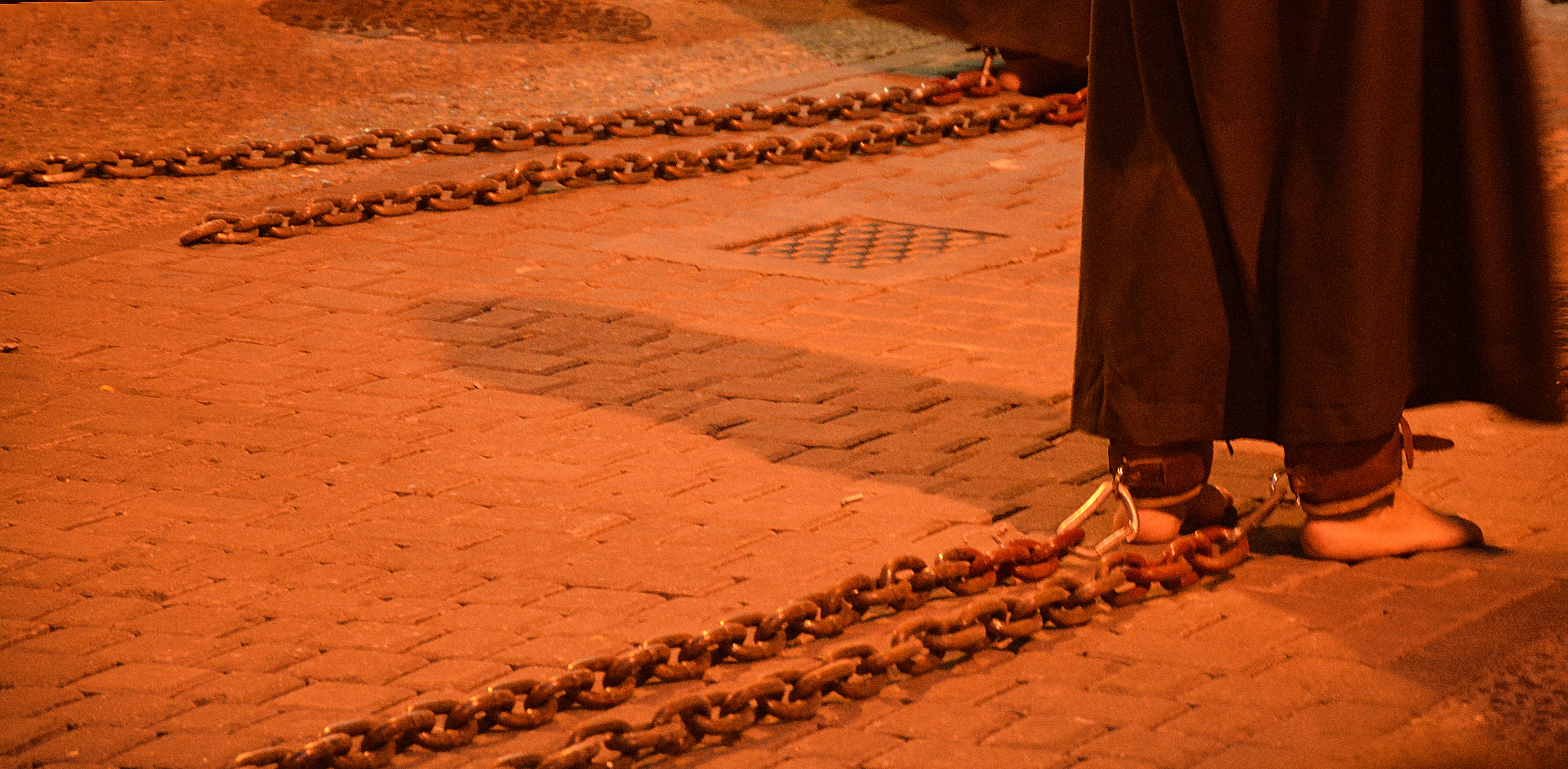
En la ciudad de Corella, en la Ribera de Navarra, el Viernes Santo se celebra una original procesión-escenificación con un marcado espíritu barroco

La Semana Santa de Corella es una  fiesta de interés turístico celebrada en la localidad navarra de Corella.

## Características
En la Semana Santa de Corella se celebran dos actos directamente relacionados entre sí y de gran singularidad representativa:
- La Función de las Siete Palabras. Es el verdadero preámbulo de la procesión del Santo Entierro y cuenta con más de 100 años de historia. Tiene lugar el Viernes Santo al mediodía en la iglesia de Nuestra Señora del Rosario. Los cantos del coro y la música de la orquesta se mezclan con las palabras del sacerdote en un concierto sacro en el que se escenifica cada una de las siete últimas frases que pronunció Jesús antes de su muerte.

- La procesión del Santo Entierro. Se lleva realizando con fecha documentada desde 1710. En esa fecha se creó la cofradía o Hermandad de la Caridad, aunque se cree que la procesión se realizaba con anterioridad. El prestigio adquirido es debido a su originalidad fundamentalmente causada por la gran participación ciudadana.[aclaración requerida]